# Stevens Bikes
Stevens Vertriebs GmbH (Eigenschreibweise: STEVENS) ist ein deutscher Anbieter von Fahrrädern mit Sitz in Hamburg. Die Produktpalette umfasst Rennräder, Cyclocrossräder, Trekkingräder, Tourenräder, Mountainbikes, Pedelecs und E-Bikes sowie Kinderräder.

## Geschichte und Produkte
1994 wurde das Unternehmen als Stevens Vertriebs GmbH von den Brüdern Werner und Wolfgang von Hacht, zwei ehemaligen Straßenrennfahrern, in Hamburg gegründet. Die Marke „STEVENS Bikes“ besteht seit 1991. Die beiden führten bereits zuvor einen Fahrradhandel im Hamburger Stadtteil Eppendorf. 1999 kauften sie ein Firmengelände im Hamburger Stadtteil Billstedt, das den Hauptsitz der Stevens Vertriebs GmbH darstellt. Dort befinden sich der Vertrieb, das Marketing und die Entwicklung des Unternehmens.
Zur Produktpalette der Stevens Bikes gehören Rennräder, Trekkingräder sowie Crossräder, Stadträder und Mountainbikes. Neben den Stevens Bikes hat das Unternehmen die Eigenmarke Oxygen entwickelt, die verschiedene Rahmenanbauteile umfasst, beispielsweise Vorbauten, Lenker, Sattelstützen und Sättel. International wird die Marke Stevens Bikes in zahlreiche Länder vertrieben, darunter die Schweiz, die Niederlande, Österreich, Frankreich, Belgien, Luxemburg, Tschechien, Dänemark, Spanien, Polen oder Slowenien.
Der Vertrieb der Räder läuft in Deutschland und Österreich über den Fachhandel. Stevens Bikes wurde von 2010 bis 2014 vier Mal von Fahrradhändlern in der Fachzeitschrift SAZ-Bike zur attraktivsten Marke Deutschlands gewählt. In der Leserbefragung der TrekkingBIKE aus dem Delius Klasing Verlag erlangte die Marke sechs Mal in Folge den Spitzenplatz bei „Besitz“ und bei „Kaufabsicht“.

## Produktion
Rahmen und Komponenten werden durch OEM-Zulieferer in Asien gefertigt. 78 % der Räder werden in Europa montiert. Günstigere Fahrradmodelle von Stevens werden in Südostasien auch montiert. In den Niederlassungen innerhalb der EU sind rund 100 Mitarbeiter angestellt. 2019 übernahm Stevens den Montagebetrieb Zweirad Paulsen in Bramsche mit etwa 50 Mitarbeitern.

## Sport-Sponsoring
Das Unternehmen ist Materialsponsor verschiedener Radsport-Teams. Dazu gehörten in der Saison 2016 im Cyclocross die Teams Beobank-Corendon (2015 mit Cross-Weltmeister Mathieu van der Poel), ERA-Circus, Enertherm-BKCP mit der Weltmeisterin (2017) Sanne Cant und U19-Welt- und Europameister Jens Dekker, sowie das eigene Werksteam Stevens Racing Team. Im Straßenrennsport fährt das Continental-Team Team Vorarlberg auf Stevens Xenon. In der Rad-Bundesliga startet das Frauen-Radteam maxx-solar Cycling auf Stevens Bikes. Bei Mountainbike-Rennen starten der Dänische Meister im MTB-Marathon Sören Nissen oder das STEVENS MTB Racing Team. Dazu stattet Stevens zahlreiche Triathleten aus, darunter Ricarda Lisk oder Jonas Schomburg. Des Weiteren stattet Stevens Bikes gemeinsam mit seinen Fachhändlern zahlreiche weitere Athleten aus. Die Stevens Vertriebs GmbH ist Hauptsponsor des Stevens Cyclocross-Cups, einer regionalen Querfeldein-Rennserie in Hamburg, Schleswig-Holstein und Niedersachsen.